# Фалун (Канзас)
Фалун (англ. Falun) — переписна місцевість (CDP) в США, в окрузі Салін штату Канзас. Населення — 83 особи (2020).

## Географія
Фалун розташований за координатами 38°40′28″ пн. ш. 97°45′4″ зх. д. / 38.67444° пн. ш. 97.75111° зх. д. (38.674449, -97.751145).  За даними Бюро перепису населення США в 2010 році переписна місцевість мала площу 2,87 км², уся площа — суходіл.

## Демографія
Згідно з переписом 2010 року, у переписній місцевості мешкало 87 осіб у 39 домогосподарствах у складі 24 родин. Густота населення становила 30 осіб/км².  Було 45 помешкань (16/км²).
Расовий склад населення:
| - 100,0 % — білих |

До двох чи більше рас належало 0,0 %. Частка іспаномовних становила 1,1 % від усіх жителів.
За віковим діапазоном населення розподілялося таким чином: 21,8 % — особи молодші 18 років, 70,2 % — особи у віці 18—64 років, 8,0 % — особи у віці 65 років та старші. Медіана віку мешканця становила 47,3 року. На 100 осіб жіночої статі у переписній місцевості припадало 117,5 чоловіків;  на 100 жінок у віці від 18 років та старших — 112,5 чоловіків також старших 18 років.
Середній дохід на одне домашнє господарство  становив 65 824 долари США (медіана — 61 364), а середній дохід на одну сім'ю — 62 084 долари (медіана — 61 364). 
Цивільне працевлаштоване населення становило 64 особи. Основні галузі зайнятості: мистецтво, розваги та відпочинок — 29,7 %, виробництво — 28,1 %, роздрібна торгівля — 17,2 %, сільське господарство, лісництво, риболовля — 14,1 %.